# Sabinchen Touristik
Die Sabinchen-Touristik GmbH ist ein Busunternehmen und Reiseveranstalter aus Treuenbrietzen in Brandenburg, welches seit dem 9. September 2009 existiert und dem Verkehrsverbund Berlin-Brandenburg (VBB) angehört. Der Name des Unternehmens bezieht sich auf „Sabinchenstadt“, den Beinamen Treuenbrietzens.

## Betriebsbereiche

### Linienverkehr
Das Unternehmen betreibt die Buslinie 546 mit eigener Konzession, welche von Beelitz nach Treuenbrietzen verkehrt. Je eine Fahrt am Mittwoch (an Schultagen) verkehrt auch weiter nach bzw. von Rietz. Da die Linie von Sabinchen Touristik komplett, und nicht als Subunternehmen betrieben wird, gehört es dem VBB an. Die Linie 546 verkehrt ausschließlich von Montag bis Freitag, mit einigen Fahrten morgens, sowie einigen am Nachmittag. Hauptsächlich ist sie für den Schulbusverkehr unterwegs. Zum Einsatz kommen barrierefreie Niederflurbusse.

### Busreisen
Es werden auch Beförderungen per Bus angeboten, z. B. für Gruppen bzw. Schulklassen. Außerdem finden an einigen Tagen im Jahr touristische Themenfahrten statt, so z. B. zum Schloss Moritzburg bei Dresden.

### Reisebüro
Seit Gründung hat Sabinchen-Touristik auch ein eigenes Reisebüro.